# Ghiacciaio Fox (Antartide)
Il ghiacciaio Fox (in inglese Fox Glacier) è un ghiacciaio situato sulla costa di Budd, nella parte occidentale della Terra di Wilkes, in Antartide. Il ghiacciaio scorre nell'area a nord-est del duomo Law e fluisce fino ad arrivare sulla costa dove termina con una piccola lingua glaciale circa 20 km a nord del ghiacciaio Williamson.

## Storia
Il ghiacciaio Fox è stato mappato per la prima volta nel 1955 da G. D. Blodgett grazie a fotografie aeree scattate durante l'operazione Highjump, 1946-1947, ed è stato in seguito così battezzato dal Comitato consultivo dei nomi antartici in onore di J. L. Fox, assistente chirurgo sul Vincennes, uno sloop facente parte della Spedizione di Wilkes, 1838-42, ufficialmente conosciuta come "United States Exploring Expedition" e comandata da Charles Wilkes.